# Mine de Kupol
 (mars 2025).
La mine de Kupol est une mine à ciel ouvert et souterraine d'or et d'argent située en Russie. La mine appartenait jusqu'en 2022 à 100 % à Kinross Gold, participation qu'il a acquis entre 2007 et 2011 par le rachat de Bema Gold.
En avril 2022, Kinross Gold annonce la vente de ses activités en Russie, incluant la mine de Kupol et le projet minier de Udinsk, à Highland Gold Mining pour 680 millions de dollars.